# 教授尸迦羅越經
《教授尸迦羅越經》（巴利文:  或 ），也称《教誡新嘎喇經》、《善生經》，为《巴利文大藏经》中经藏的《长部》第31部佛经，南传上座部佛教典籍。
在该佛经中，释迦牟尼教導尸迦羅越（新嘎喇）居士子的兩大方面内容：作為在家众應當如何避免不良行為，以及如何處理好人際關係。此外，该經還解释了在家众应如何积累、分配財產。

## 对应
与该经对应的北传佛教典籍位于《大正新修大藏经》的《長阿含經·善生經》(第1部第70卷)、《中阿含經·善生經》(第1部第638卷)、《尸迦羅越六方禮經》(第1部第250卷)和《善生子經》(第1部第252卷)。